# Шорски език
Шорският език е тюркски език, говорен от малката общност на шорците в Централен Сибир (Кемеровска област). Голяма част от шорците не говорят шорски. По времето на СССР езикът запада, но след разпадането на СССР има известна надежда за оцеляването му. Преподава се в Новокузнецкия клон на Кемеровския държавен унивеситет.

## Особености
- Повлиян е от монголския и руския език.
- Разликите между диалектите са малки.
- Използва за писменост видоизменена кирилица, въведена през 1885 година от християнски мисионери.
- Има носов звук, който се отбелязва с буквата /ң/.